# Lisa-Marie Woods
Lisa-Marie Woods (* 23. Mai 1984 in Tønsberg) ist eine norwegische Fußballspielerin.

## Werdegang
Woods wurde als Tochter eines schottischen Vaters und einer norwegischen Mutter in Tønsberg geboren. 2003 ging sie in die USA für ihr Studium an die Oakland University in Rochester, Michigan und wechselte nach ihrem Junior-Jahr zur Middle Tennessee State University.

### Karriere

#### Verein
Sie begann ihre Karriere bei Lindeberg SK. Später spielte sie für Trosterud IL und Vålerenga Oslo. Im Jahre 2000 wechselte sie zu Asker SK, mit dem sie 2005 den norwegischen Pokal gewann. Woods ging 2003 für ihr Studium in die USA und spielte an der Oakland University für dessen Golden Grizzlies Women’s Soccer Team und von 2004 bis 2006 für die Middle Tennessee Blue Raiders Women Soccer Mannschaft. In den Semesterferien spielte sie weiter in ihrer norwegischen Heimat für Asker FK. Im Frühjahr 2008 wechselte sie erneut nach Nordamerika und spielte in der W-League beim kanadischen Verein Ottawa Fury. Im Sommer 2008 verkündete sie Wechsel zum deutschen Meister 1. FFC Turbine Potsdam. Bereits nach kurzer Zeit wurde der Vertrag auf ihren Wunsch wieder aufgelöst. Woods spielte im Frühjahr und Sommer 2009 für den US-amerikanischen Verein FC Indiana, bevor sie zu Kolbotn IL nach Norwegen zurückkehrte. Im Januar 2010 wechselte sie zum Ligarivalen Stabæk Fotball und wurde im November des gleichen Jahres zur Spielerin des Jahres gekürt. Am letzten Tag der Wintertransferperiode 2011/2012 verkündete sie ihren Wechsel zum dänischen UEFA Women’s Champions League Teilnehmer Fortuna Hjørring. Nachdem sie sich in Dänemark zur Leistungsträgerin entwickelte, wurde sie vom australischen Verein Perth Glory aus der W-League ausgeliehen. Nach einem halben Jahr in Australien und bei Ottawa Fury in Kanada kehrte sie im Sommer 2012 nach Dänemark zu Fortuna zurück. Am 7. März 2013 verkündete die Mittelfeldspielerin vom dänischen Verein Fortuna Hjørring ihren Wechsel zum US-amerikanischen NWSL Verein Boston Breakers. Dort lief Woods in vier Ligaspielen auf, ehe sie für zwei Monate nach Ottawa zurückkehrte, wo sie bereits in den Jahren 2008 und 2012 unter Vertrag gestanden hatte. Im August 2013 wurde ihr Wechsel zum norwegischen Erstligisten Lillestrøm SK Kvinner bekannt, von wo sie im November zum australischen Erstligisten Adelaide United weiterzog. Im Frühjahr 2014 kehrte Woods abermals nach Ottawa zurück, ehe sie sich im Herbst desselben Jahres wieder Adelaide United anschloss. Nach einer Saison in Australien, wechselte sie im Sommer 2015 nach Kasachstan zum Meister BIIK Kazygurt, für den sie an der UEFA Women’s Champions League teilnahm.

#### Nationalmannschaft
International durchlief Woods sämtliche norwegische Nachwuchsnationalmannschaften. Bei der U-19-Europameisterschaft 2003 erreichte sie mit ihrer Mannschaft das Finale, unterlag jedoch mit 0:2 der Auswahl Frankreichs. Woods war für die Weltmeisterschaft in Deutschland nominiert und wurde auch im Testspiel gegen Deutschland am 16. Juni 2011 eingesetzt. Wenige Tage vor Turnierbeginn musste sie aber wegen einer Hüftverletzung absagen.

## Erfolge
- U-19-Vize-Europameisterin 2003
- Norwegische Pokalsiegerin 2005